# Río Caucagua
El río Caucagua es un río de Venezuela que nace en la cordillera de la Costa y desemboca en el río Tuy. También es conocido como Río Grande.
El Caucagua nace en la montaña de Izcaragua en el municipio Ambrosio Plaza en el estado Miranda. Forma una subcuenca hidrográfica importante con sus afluentes en la cual se han desarrollado poblaciones como Guarenas, Guatire y Caucagua. Debido a la gran urbanización de la zona que recorre sus aguas están muy contaminadas.

## Afluentes
Algunos de los ríos que alimenta el curso del Caucagua son:
- el Izcaragua,
- el Guarenas,
- el Guatire,
- el Pacairigua,
- el Capayita y
- el Araira.